# Özcan Yaşar
Özcan Yaşar (Loenen aan de Vecht, 13 januari 2002) is een Turks-Nederlands voetballer die als aanvaller speelt.

## Carrière
Özcan Yaşar speelde in de jeugd van SV De Vecht, USV Elinkwijk en sinds 2015 bij FC Utrecht. Hij debuteerde voor Jong FC Utrecht in de Eerste divisie op 10 januari 2020, in een met 2-1 verloren uitwedstrijd tegen De Graafschap. Hij kwam in de 79e minuut in het veld voor Jeredy Hilterman. In 2021 stapte hij over naar NAC Breda waar hij aansloot bij de beloften. Een jaar later sloot de clubloze Yaşar tijdens de voorbereiding op het nieuwe seizoen op proef aan bij VVV-Venlo onder leiding van trainer Rick Kruys die hem nog kende uit de jeugdopleiding van FC Utrecht. Die proefperiode resulteerde in een contract voor één seizoen met een optie voor nog een extra seizoen. De aanvaller scoorde op 27 mei 2023 zijn eerste profdoelpunt als invaller tijdens een play-off wedstrijd uit bij Willem II. In de blessuretijd van de verlenging kopte Yaşar de 2-2 binnen, waardoor VVV na een 3-2 overwinning in de heenwedstrijd de halve finale van de play-off bereikte. De aanvaller was één van de tien spelers van wie VVV na afloop van het seizoen 2022/23 het contract niet verlengde. Desalniettemin stond de clubloze Yaşar op 2 juli 2023 weer op het veld bij de eerste training van VVV-Venlo om er zijn conditie op peil te houden. Anderhalve week later vertrok de aanvaller alweer uit Venlo vanwege onderhandelingen met een nieuwe club. Even later tekende hij een tweejarig contract bij het Turkse Fethiyespor.

## Statistieken

### Beloften
| Seizoen                   | Club            | Competitie     | Competitie | Competitie | Overige | Overige | Totaal | Totaal |
| Seizoen                   | Club            | Competitie     | Wed.       | Dlp.       | Wed.    | Dlp.    | Wed.   | Dlp.   |
| ------------------------- | --------------- | -------------- | ---------- | ---------- | ------- | ------- | ------ | ------ |
| 2019/20                   | Jong FC Utrecht | Eerste divisie | 1          | 0          | —       | —       | 1      | 0      |
| 2020/21                   | Jong FC Utrecht | Eerste divisie | 1          | 0          | —       | —       | 1      | 0      |
| Carrièretotaal            | Carrièretotaal  | Carrièretotaal | 2          | 0          | 0       | 0       | 2      | 0      |
| Bijgewerkt op 3 juli 2022 |                 |                |            |            |         |         |        |        |

### Senioren
| Seizoen                                | Club            | Competitie      | Competitie | Competitie | Beker | Beker | Playoffs | Playoffs | Totaal | Totaal |
| Seizoen                                | Club            | Competitie      | Wed.       | Dlp.       | Wed.  | Dlp.  | Wed.     | Dlp.     | Wed.   | Dlp.   |
| -------------------------------------- | --------------- | --------------- | ---------- | ---------- | ----- | ----- | -------- | -------- | ------ | ------ |
| 2022/23                                | VVV-Venlo       | Eerste divisie  | 26         | 0          | 0     | 0     | 2        | 1        | 28     | 1      |
| 2023/24                                | Fethiyespor     | TFF 2. Lig      | 22         | 2          | 1     | 0     | —        | —        | 23     | 2      |
| 2024/25                                | Fethiyespor     | TFF 2. Lig      | 17         | 2          | 3     | 0     | —        | —        | 20     | 2      |
| Totaal senioren                        | Totaal senioren | Totaal senioren | 65         | 4          | 4     | 0     | 2        | 1        | 71     | 5      |
| Carrièretotaal                         | Carrièretotaal  | Carrièretotaal  | 67         | 4          | 4     | 0     | 2        | 1        | 73     | 5      |
| Bijgewerkt tot en met 26 december 2024 |                 |                 |            |            |       |       |          |          |        |        |